# Arvid Hellberg
Arvid Hellberg (i riksdagen kallad Hellberg i Göteborg), född 31 december 1890 i Stockholm, död 24 april 1953 i Göteborg, var en svensk försäkringsdirektör, politiker och jur.kand.
Hellberg tog studenten 1908 i Hudiksvall och blev jur kand i Uppsala 1914. Han var tjänsteman i Försäkrings AB Fylgia 1914–1917 och dess organisationschef 1917–1918. Hellberg var medgrundare till Försäkrings AB Nornan och dess VD från 1918. Han var vice VD i Brand- och Livförsäkrings AB Svea från 1940 och chef för deras brandavdelning samt verkställande direktör 1942–1953. Arvid Hellberg var ledamot av AB Göteborgs Bank 1934–1953, och satt i Göteborgs stadsfullmäktige 1931–1936. Han var ledamot av andra kammaren 1937–1939, invald i Göteborgs stads valkrets samt var elektor vid val till riksdagens första kammare 1934–1937.
Hellberg blev ordförande i styrelsen för Göteborgs Handelsinstitut 1937, vice ordförande i Borgerliga Valmansförbundet, Göteborg 1934–1936 samt ledamot i styrelsen för AB Göteborgs Bank från 1934.

## Familj
Arvid Hellberg var son till direktör Björn Arvid Constatin Hellberg och Maria Heimer. Han gifte sig 7 februari 1916 i Göteborg med jur kand Dagmar Nordström (1888–1966), dotter till bokhållare Johan Albert Nordström och Johanna Lovisa Karlsson. Arvid Hellberg är begravd på Kvibergs kyrkogård i Göteborg.